# Corporación municipal (India)

Esquema de la estructura administrativa de India. La corporación municipal es una de las posibles divisiones de los distritos.

En la India, se denomina corporación municipal a la forma de gobierno local propia de las ciudades con más de un millón de habitantes. Son una de las tres formas de gobierno local que existen en el país, junto con el municipio (para ciudades de tamaño mediano) y el panchayat (que es la forma ordinaria de autogobierno). Las corporaciones fueron creadas para garantizar la prestación de servicios en grandes ciudades en las cuales otras formas de gobierno no serían capaces de garantizarlos, como urbanismo, sanidad, educación, servicios sociales y transporte, entre otros.
Las corporaciones municipales están reguladas de forma general por una enmienda constitucional de 1993, aunque la definición de sus límites y la concreción de su forma de gobierno depende de cada estado. Son siempre una subdivisión de los distritos, pudiendo estar subordinados a un tehsil o equivalente subdistrital o estar directamente subordinados al distrito, ya que se crean normalmente mediante la fusión de uno o más municipios con otras entidades locales colindantes. Las ciudades organizadas en corporación se organizan en circunscripciones llamadas ward, cada una de las cuales elige un representante en el órgano corporativo. Algunas ciudades reservan además asientos en el órgano a las castas registradas y tribus registradas, a mujeres o a otros grupos localmente desfavorecidos. Los estados pueden crear órganos adicionales de gobierno local junto al órgano corporativo ordinario.
El nombre concreto de este tipo de entidades también varía según el estado: las corporaciones municipales se denominan Nagar Nigam (en Delhi, Uttar Pradesh, Uttarakhand, Bihar, Jharkhand, Rayastán y Haryana), Nagara Nigama (en Punyab), Mahanagar Palika (en Goa y Maharastra), Mahanagara Palike (en Karnataka), Mahanagar Seva Sadan (en Guyarat), Pouro Nigom (en Assam), Pouro Nigam (en Bengala Occidental), Pur Porishod (en Tripura), Nagar Palika Nigam (en Madhya Pradesh), Nagara Palaka Samstha (en Andhra Pradesh y Telangana), Nagara Sabha (en Kerala) y Maanagaraatchi (en Tamil Nadu).